# Viburnum beccarii
Viburnum beccarii är en desmeknoppsväxtart som beskrevs av James Sykes Gamble. Viburnum beccarii ingår i släktet olvonsläktet, och familjen desmeknoppsväxter. Inga underarter finns listade i Catalogue of Life.